# المضاء بن عيسى الكلاعي
الْمَضَاءُ بْنُ عِيسَى الْكَلاعِيُّ الدمشقي ( ؟ - 210 هـ ) عالم إسلامي جَليل وفَقِيه و تابعي ومحدث مِن رواة الحديث النبوي مِن أصحاب الطبقة التاسعة، وِلد بالقرن الثاني الهجري في راوية  وعاشَ مُتَنَقِلاً بِين الكوفة ودمشق، صحب سليمان الخواص وحدث عن شعبة بن الحجاج.

## شيوخه
- شُعبة بن الحجاج الأزدي.[4]

## تلاميذه
- عبيد بن عصام الخراساني.
- القاسم بن عثمان الجوعي.
- أحمد بن أبي الحواري.[5]
- إبراهيم بن أيوب الحوراني.[6]

## ما جاء عنه
كان معروفاً بِالحكمة والتقوى والصلاح وكان كثير الزهد فَلَقَبه الناس بِالزاهد العابد، قال عنه أبو نعيم الأصبهاني في كتابه حلية الأولياء وطبقات الأصفياء :
كَانَ مِن العابدين العاملين لله، إجتذبه الحب في الله واستلبه الخوف مِن الله.
وقال تلميذه أحمد بن أبي الحواري:
سمعتُ المضاء بن عيسى يقول:
| المضاء بن عيسى الكلاعي | خَفِ اللَّهَ تَعَالَى يُلْهِمْكَ , وَاعْمَلْ لَهُ لا يُلْجِئْكَ إِلَى دَلِيلٍ وَذَلِيلٍ. | المضاء بن عيسى الكلاعي |

وأيضاً يَقُولُ أحمد بن أبي الحواري:
سمعتُ المضاء بن عيسى يقول:
| المضاء بن عيسى الكلاعي | عمل النهار يستخرجه الليل ، وعمل الليل يستخرجه النهار. | المضاء بن عيسى الكلاعي |

وأيضاً يَقُولُ أحمد بن أبي الحواري:
سمعتُ المضاء يقول:
| المضاء بن عيسى الكلاعي | من أحب رجلاً لله وقصر في حقه فهو كاذب في حبه ، وإذا أراد الله بالشاب خيراً وفق له رجلاً صالحاً. | المضاء بن عيسى الكلاعي |

وأيضاً مِن أقُوالِهِ:
| المضاء بن عيسى الكلاعي | مِثْقَالٌ مِنْ لَحْمٍ يُقَسِّي الْقَلْبَ أَرْبَعِينَ صَبَاحاً.[12][13] | المضاء بن عيسى الكلاعي |
وجاء عن المضاء إنهُ قال عن إبراهيم بن أدهم :
| المضاء بن عيسى الكلاعي | مَا فَاقَ إِبْرَاهِيمُ بْنُ أَدْهَمَ أَصْحَابَهُ بِصَوْمٍ وَلَا صَلَاةَ , وَلَكِنْ بِالصِّدْقِ وَالسَّخَاءِ.[14] | المضاء بن عيسى الكلاعي |
ومن أقوالِهِ :
| المضاء بن عيسى الكلاعي | إِذَا وَصَلُّوا إِلَيْهِ لَمْ يَرْجِعُوا عَنْهُ إِنَّمَا رَجَعَ مَنْ رَجَعَ مِنَ الطَّرِيقِ.[15] | المضاء بن عيسى الكلاعي |
ويُقال إنَ سباع الموصلي سأل المضاء بن عيسى إلى أي شيءٌ أفضى بِكَ الزهد ؟
قال : إلى الأنس بالله.

## روايته
مِن أحاديثه عن النبي محمد:
| المضاء بن عيسى الكلاعي | حدثنا الحسين بن أحمد بن بكر ، ثنا أبو بحر محمد بن أحمد بن حمدان القشيري ، ثنا حسين بن الربيع ، ثنا عبيد بن عاصم الخراساني ، ثنا مضاء بن عيسى - بالكوفة - عن شعبة ، عن مغيرة ، عن إبراهيم ، وعلقمة ، والأسود ، عن عبد الله بن مسعود ، قال : قال رسول الله صلى الله عليه وسلم : " من ضبط هذا - وأشار إلى لسانه - ، وهذا - وأشار إلى بطنه - ضمنت له الجنة".[18] | المضاء بن عيسى الكلاعي |
ومِن أحاديثه المقطوعة عن التابعي حذيفة المرعشي:
| المضاء بن عيسى الكلاعي | حَدَّثَنَا إِسْحَاقُ , حدَّثَنَا إِبْرَاهِيمُ , حدَّثَنَا أَحْمَدُ ، قَالَ : سَمِعْتُ مَضَاءً ، يَقُولُ : قَالَ حُذَيْفَةُ الْمَرْعَشِيُّ : " الْقُلُوبُ قُلْبَانِ ، فَقَلْبٌ مُلِحٌّ يَسْأَلُهُ ، وَقَلْبٌ يَتَوَقَّعُ شَيْئًا يَجِيئُهُ ".[19] | المضاء بن عيسى الكلاعي |

## مكانته عند علماءالجرح والتعديل
- قالَ عَنهُ ابن عساكر الدمشقي: صحب سليمان الخواص وحدث عن شعبة.
- قالَ عَنهُ أحمد بن عبد الملك المؤذن: من قدماء المشايخ بدمشق.[20]